# オシップ・ピアトニツキー
オシップ・アロノヴィチ・ピアトニツキー （ロシア語: Осип Аронович Пятницкий, ラテン文字転写: Osip Aronovich Pyatnitskii, 1882年1月29日 - 1938年7月29日）は、ロシア帝国の革命家、ソビエト連邦の政治家である。本名はイオシフ・アロノヴィチ・タルシスIosif Aronovich Tarshis）。ユダヤ系。

## 経歴
ロシア帝国コヴノ県（現在のリトアニア・ヴィリニュス郡）ウクメルゲ生まれ。
1898年、ロシア社会民主労働党に入党。1903年、ボリシェヴィキに参加。1921年、コミンテルン執行委員会国際連絡部責任者となった。ロシア共産党（ボリシェヴィキ）組織部書記、1924年-1927年党中央統制委員、1927年-1937年全連邦共産党 (ボリシェヴィキ)（ソビエト連邦共産党）中央委員などを歴任。
NKVDへの緊急権付与に反対した直後の1937年7月27日、反革命罪で逮捕された。一年にもわたる拷問にもかかわらず、自白はしなかったと伝えられる。翌1938年7月28日に死刑を言い渡され、翌日にコムナルカ射撃場で銃殺刑に処せられた。妻も1940年に強制収容所で獄死している。
1956年1月、名誉回復。妻も同年に名誉回復された。

## 著作

### 単著
- 青木俊三訳『革命の陣頭に立ちて 或るボルシェビキの記録』共生閣、1928年
  - 三矢剛訳『革命の陣頭に起ちて』希望閣、1928年
  - 三矢剛訳『ボルシェヴィキの手記』改造社、改造文庫第2部第151篇、1931年
- 水野正次訳『組織論』（組織問題叢書第1編）白揚社、1928年
  - プロレタリア書房編輯部訳『組織論』プロレタリア書房、1931年[2]
- 山崎英雄訳『資本主義諸国における共産党の組織事業』イスクラ閣、1928年
- 山崎英雄訳『プロレタリアートの組織活動』イスクラ閣、1929年
- 吉田栄一訳『ドイツ・ファシズム論』叢文閣、1936年

### 共編著
- オシツプ・ピアトニツキイ編、桑原悦夫訳『組織問題に就て コミンタン第弐回組織会議の決議』白揚社、1929年
- パーベル・ミフとの共著、高山洋吉訳『最近の支那に就いて』（国際時事問題叢書3）永田書店、1930年